# Llau de Lleixier
La llau de Lleixier és una llau afluent de la llau de Segan. Discorre íntegrament pel terme de Conca de Dalt, en el seu antic terme d'Hortoneda de la Conca, al Pallars Jussà.
Es forma a lo Solanell, al sud-oest del Corral de Toni i de la Solana de la Font de Montsor i al nord-oest de l'Obaga de Montpedrós, des d'on davalla de primer cap al sud-oest, travessa lo Solanell, deixa al sud-est la Solana de Montpedrós i trenca cap a ponent, però fent molts revolts a causa de l'abrupte del territori per on passa. Troba a migdia el Serrat de Segan i de seguida s'aboca en la llau de Segan.